# Synomelix obesa
Synomelix obesa là một loài tò vò trong họ Ichneumonidae.